# Alftadräkt
Alftadräkt är en folkdräkt (eller bygdedräkt) från Alfta socken i Hälsingland.

## Mansdräkt

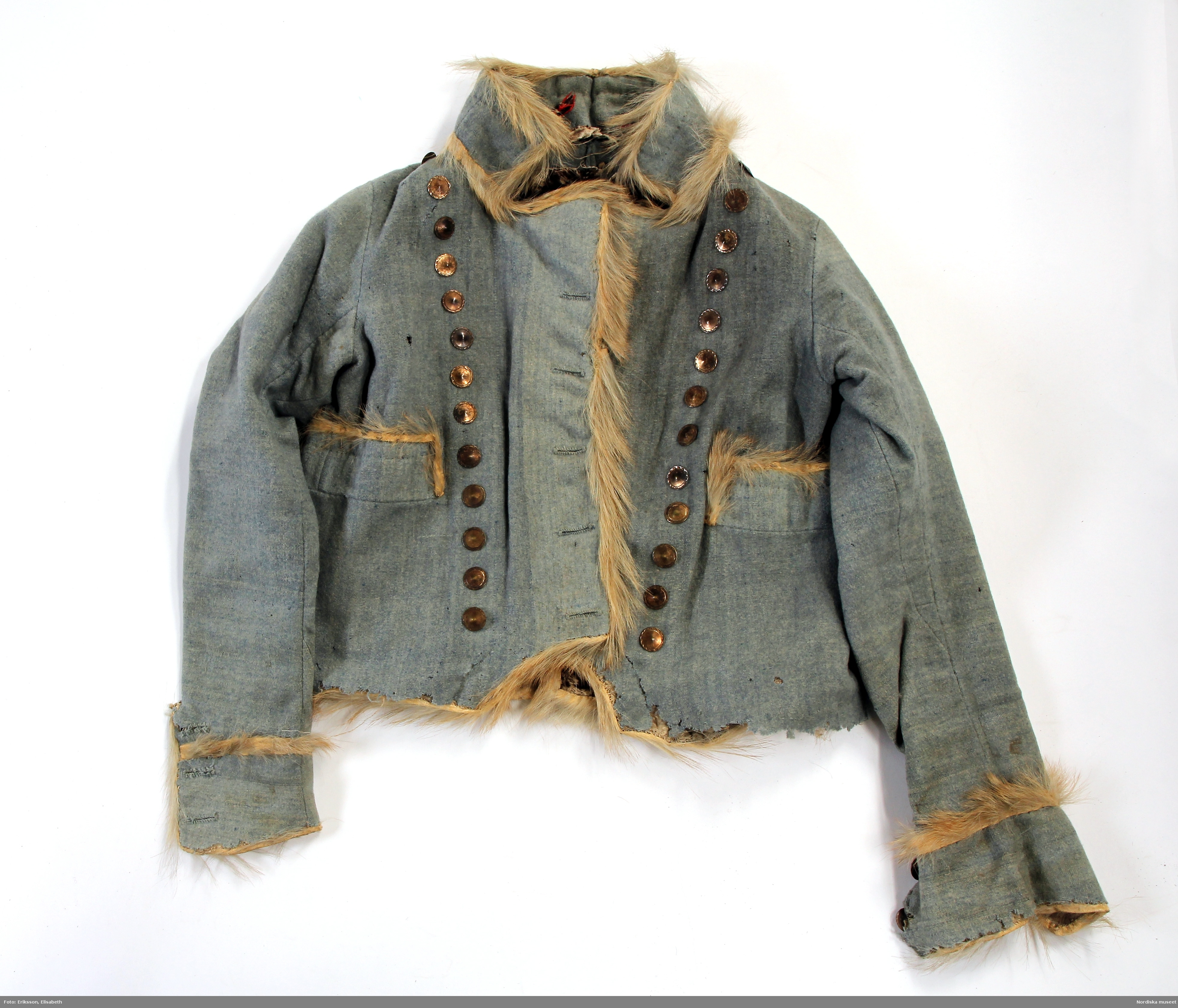
Rock från Alfta socken kantad med rävskinn. Insamlad 1874 av Nordiska museet.
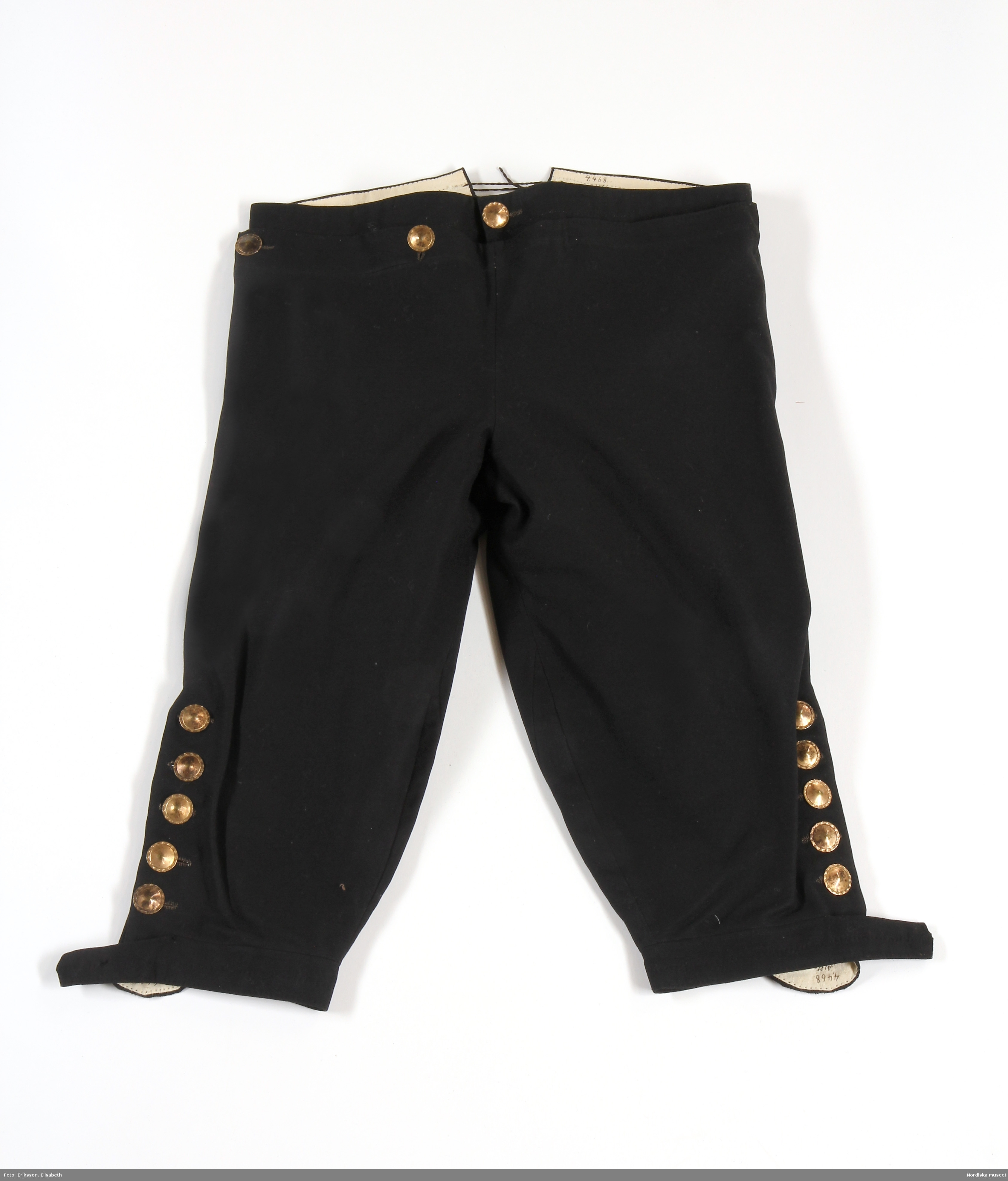
Ett par knäbyxor från 1800-talets början.

## Kvinnodräkt

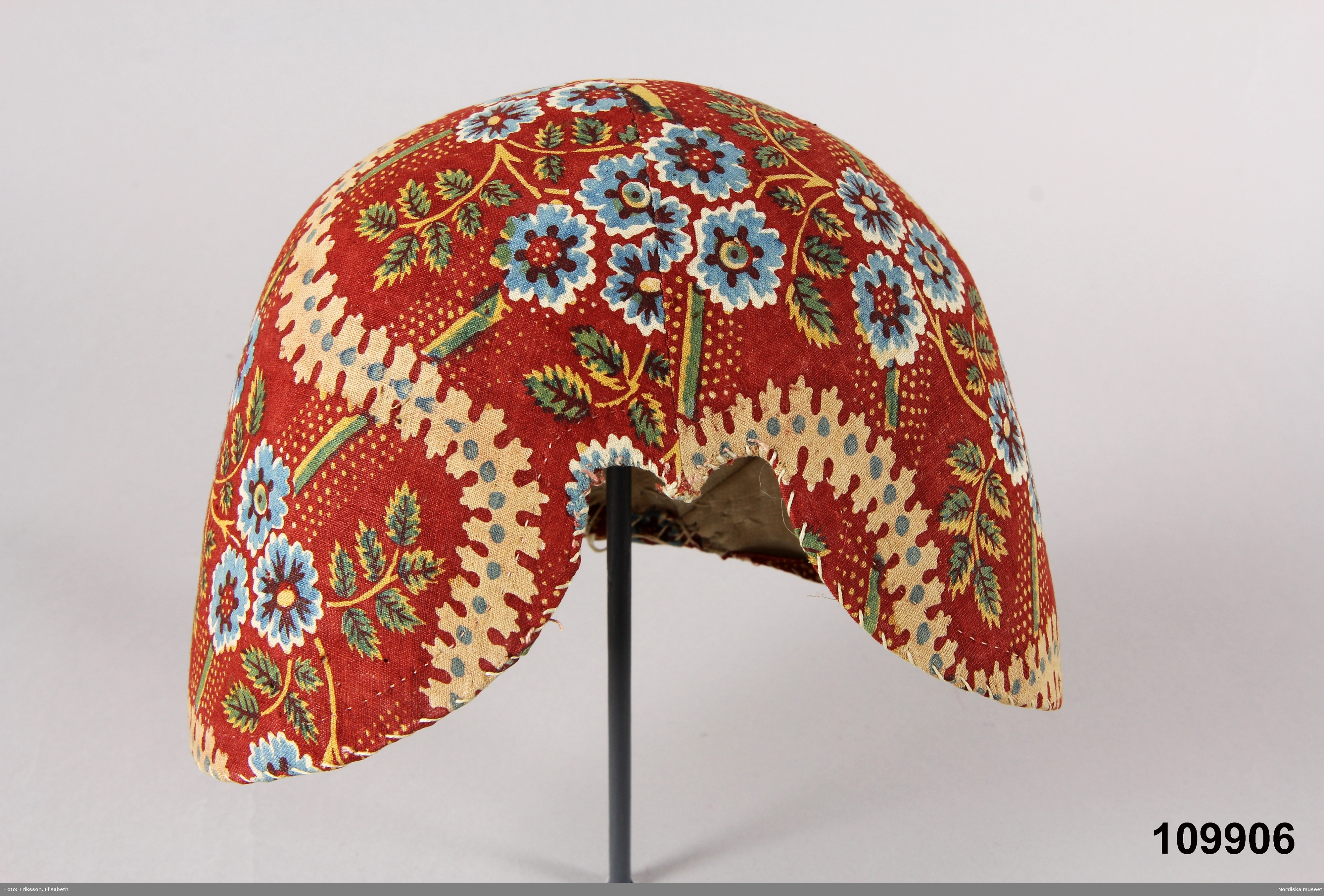
Bindmössa insamlad 1907 av Nordiska museet.
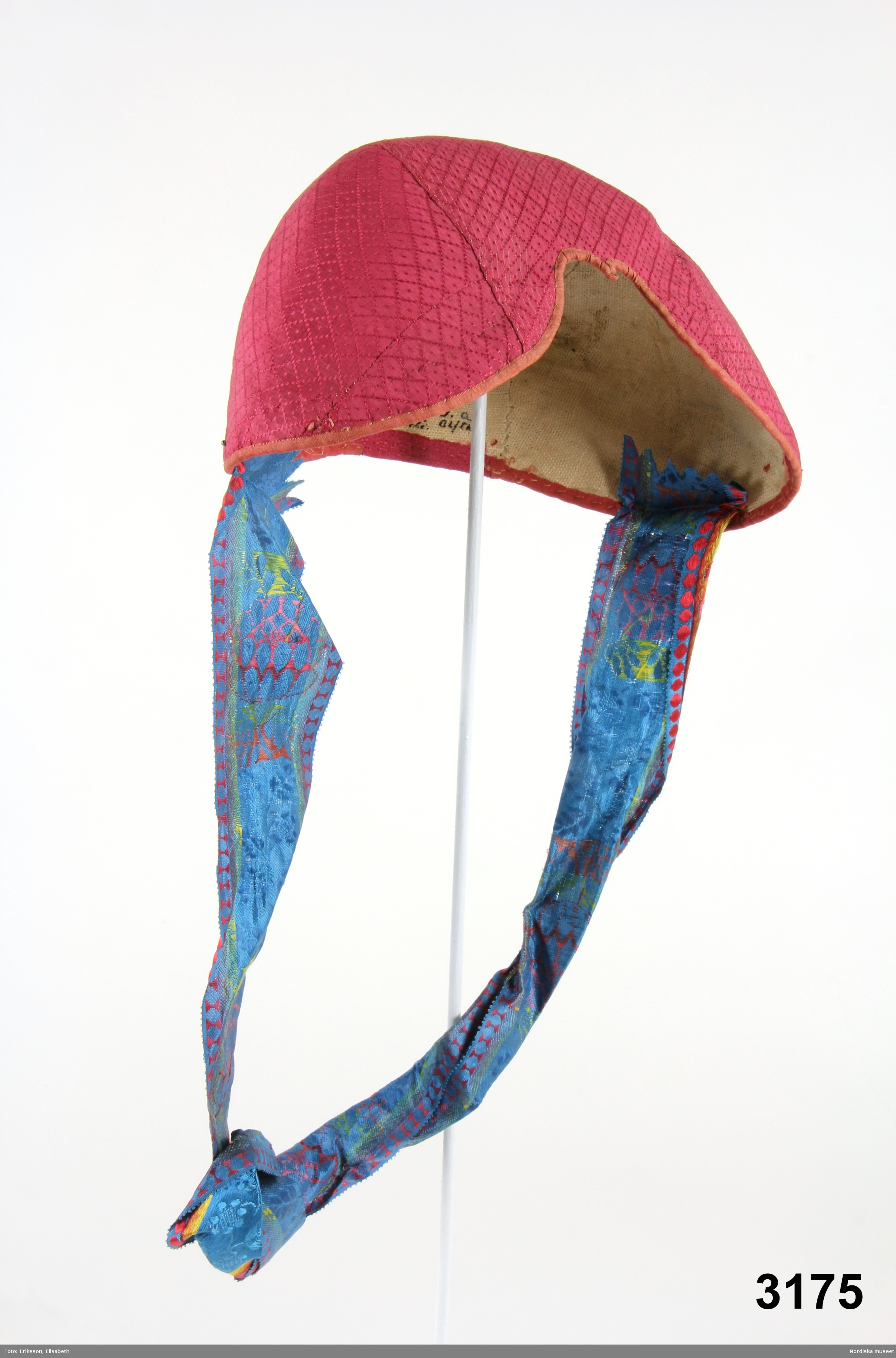
Trestyckemössa. Bars av flickor och knöts till vänster i bandros. Insamlad av Nordiska museet 1873